# Walka karnawału z postem
Walka karnawału z postem (niderl. De strijd tussen Vasten en Vastenavond) – obraz niderlandzkiego malarza Pietera Bruegla, powstały w 1559. Zakupiony przez cesarza Rudolfa II Habsburga, został przekazany w 1748 z cesarskiego skarbca do Muzeum Historii Sztuki w Wiedniu. Obraz został namalowany techniką olejną na desce o wymiarach 118×164,5 cm; sygnowany: BRUEGEL 1559.

## Kontekst religijno-kulturowy
Tłem religijno-społecznym obrazu jest kontrowersja dotycząca postrzegania świata i człowieka oraz spór o charakterze religijnym, jaki zaistniał między Reformacją a Kościołem katolickim. Kościół postrzegany był jako instytucja wskazująca wiernym przede wszystkim kwestię wiecznego zbawienia jako absolutny cel, do którego należało dążyć poprzez umartwienia i ascezę oraz zapewnienie sobie darowania win za grzechy. Do tego celu miały służyć odpusty. W administrowanie nimi wkradły się jednak nadużycia, przeciwko którym zaprotestowali twórcy Reformacji z Lutrem na czele. To zapoczątkowało ostry konflikt religijny. Do tego dochodziły prądy humanistyczne, które zwracały uwagę na człowieka i jego życie na ziemi, a detronizowały w świadomości ludzi średniowieczny prymat myśli o zbawieniu. Wynalazek druku przyczynił się do rozpowszechnienia nowych idei. Powszechnie znane były też ludowe opowieści o cudach i świętych oraz legendy, czego przykładem jest opowieść o Fauście. D. Bianco tak pisze o wpływie wspomnianych prądów na twórczość Bruegla: „Z punktu widzenia malarza jest to nieprzebrane źródło inspiracji i motywów, rysujących horyzont całkiem innej sztuki. Trzeba tylko pójść śladem owej literatury masowej i odmalować to, co dzieje się w głowach uczestników wielkiego karnawału idei. Ukazać cały ów splot dogmatów i przesądów, jarmarcznej krytyki i komizmu rodem z karczmy. Na takim podłożu wylęga się Brueglowska wizja autentycznych widowisk, jakie odprawiano w ramach świąt na opak, Walki karnawału z postem (1559). Obraz ten jest panoramą, obejmującą sferę polityki, sferę religii, sferę ludowej farsy i sferę wciąż żywych, na wpół pogańskich bachanalii”.

## Kompozycja
Obraz oparty jest na kilku planach malarskich. Główna akcja rozgrywa się na placu miejskim, który jest najbardziej rozjaśnionym miejscem obrazu. Światło wydaje się koncentrować na centralnym miejscu wspomnianego placu. Po obu jego stronach znajdują się budynki pierwszoplanowe: po lewej karczma z szyldem łodzi, a po prawej kościół z charakterystyczną architekturą łukową oraz rozetą z symbolem Trójcy Świętej. Na drugim planie znajdują się budynki – jeden żółty i kilka czerwonych. Na dalszym planie widzimy jeszcze inne budynki. Cały obraz pełen jest najrozmaitszych postaci wykonujących różne czynności. Na pierwszym planie oprócz dwóch głównych budowli, wspomnianych wcześniej, wyeksponowane są również dwie postacie: grubas siedzący okrakiem na beczce oraz naprzeciwko niego wychudły asceta zasiadający na tronie spoczywającym na pokrytej czerwonym suknem lawecie.Cała scena jest pokazana jakby z lotu ptaka.

## Analiza treściowa

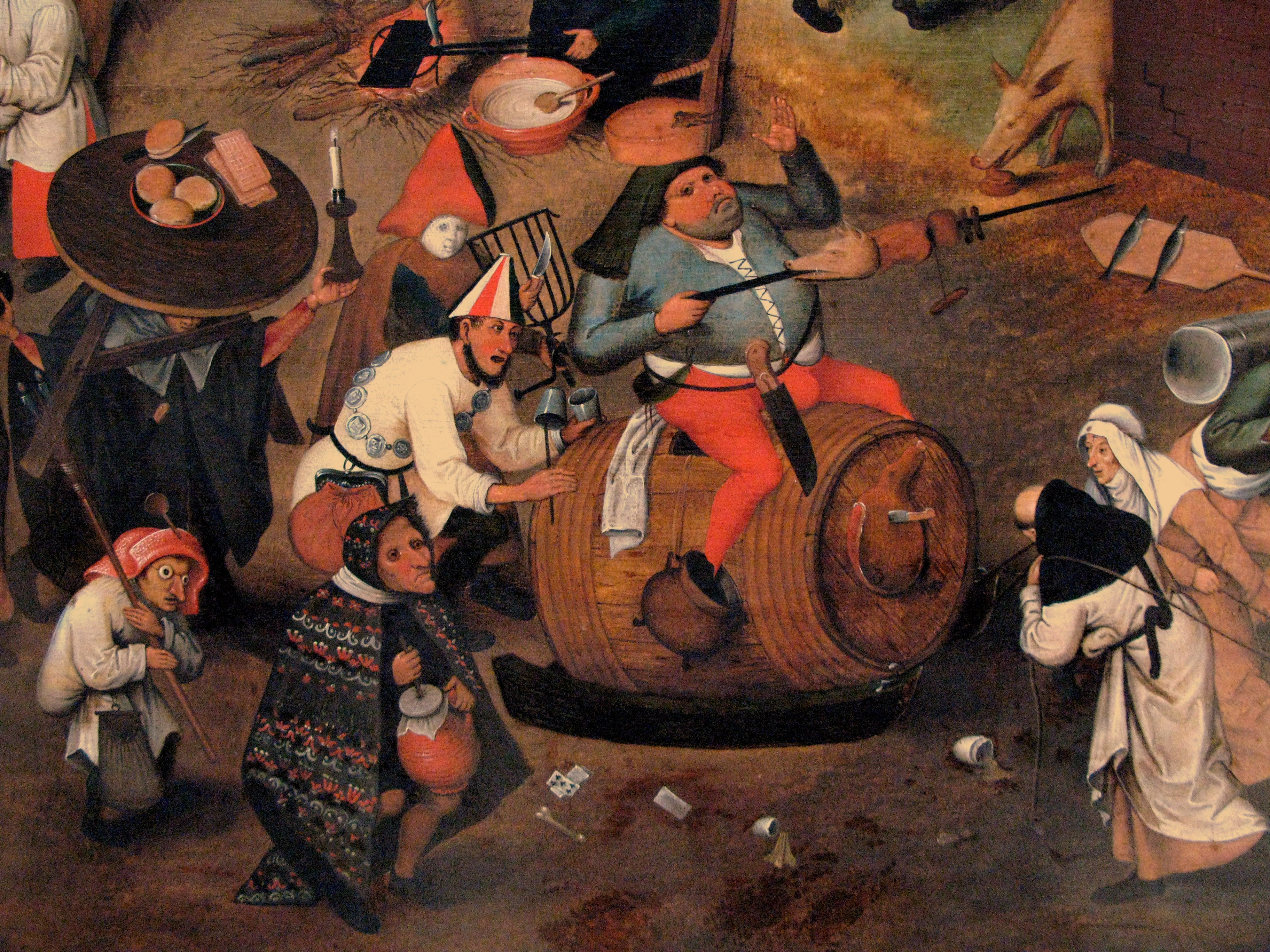
Personifikacja Karnawału

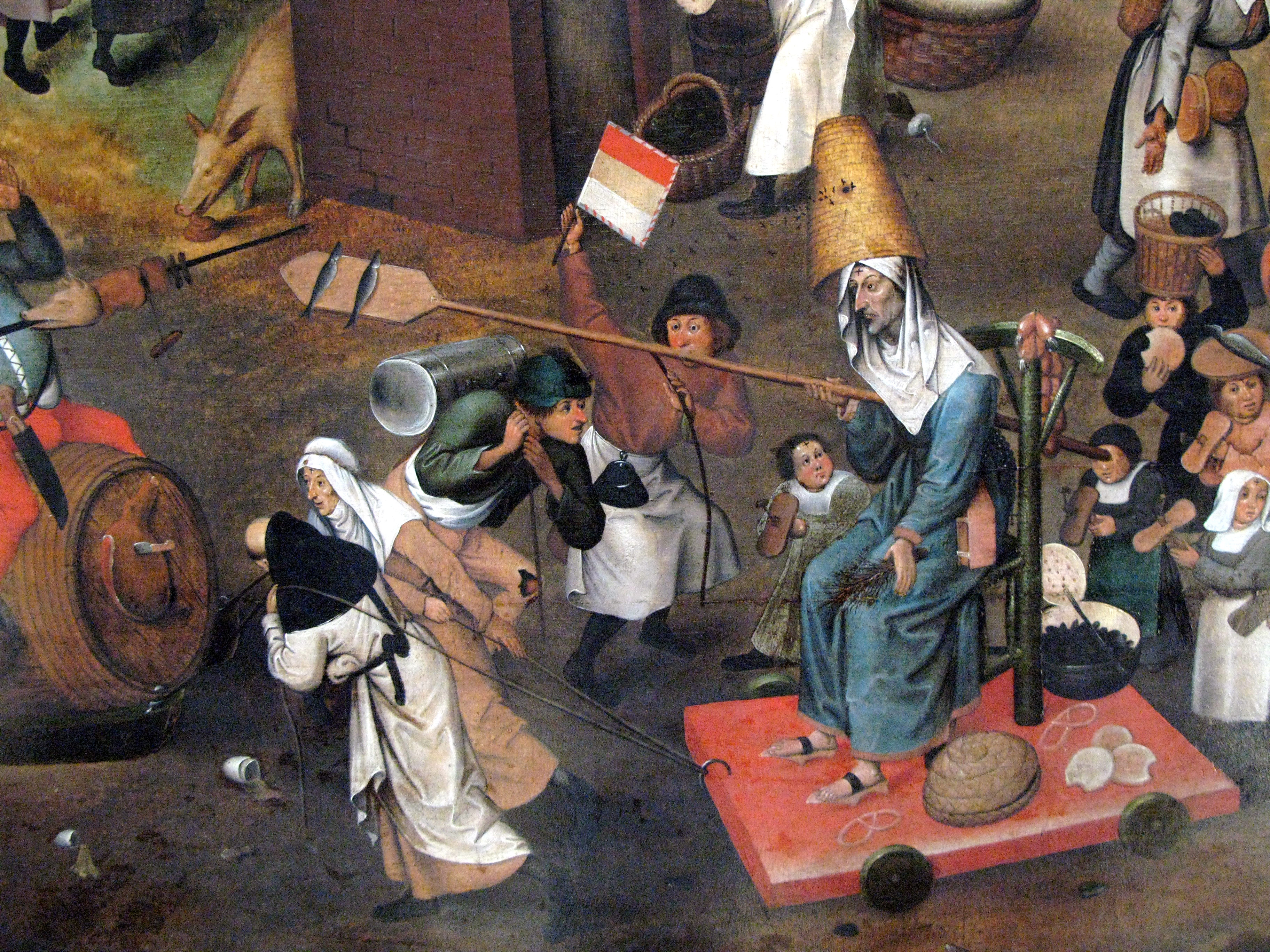
Personifikacja Postu

Chcąc dokonać analizy treściowej dzieła, należy zwrócić szczególną uwagę na zamierzony przez artystę podział obrazu na dwie części – prawą i lewą. Lewą stronę malowidła można nazwać stroną Karnawału, a prawą Postu. Na pierwszym planie dostrzegamy dwie symboliczne postacie: otyły osobnik siedzący okrakiem na beczce i trzymający w prawej ręce rożen, na który nadziane są głową prosięcia, pieczona kaczka i kiełbasa, jest personifikacją Karnawału. Na głowie ma pasztet. Beczka, na której siedzi pchana jest po placu pełnym ogryzionych kości, porozrzucanych kart do gry i wypitych jajek. Niebieskie płozy, na których spoczywa beczka, przypominają niebieską łódź widoczną na szyldzie karczmy, która jest „przybytkiem” Karnawału.
Po przeciwnej stronie, na wprost Karnawału Bruegel umieścił wychudłego ascetę, jako personifikację Postu. Siedzi on na ascetycznym tronie spoczywającym na platformie pokrytej czerwonym suknem, co może przywodzić na myśl kolor szat kardynalskich. Na platformie walają się suchary i precle. Asceta w prawej ręce trzyma łopatę piekarską, przypominającą kształtem wiosło, na której leżą dwa suszone śledzie – symbol lat głodu. Sam jest wynędzniały, w szarym habicie, przepasany różańcem, a na głowie ma ul, symbol postu, gdyż miód uważany był za potrawę typowo postną. Jego łopata piekarska jest jakby orężem, tak jak rożen jest bronią Karnawału. Mamy więc do czynienia z pojedynkiem.
Każda z wymienionych postaci ma grono zwolenników i towarzyszy. Po stronie Karnawału odnajdujemy przebierańców. Spośród nich niektórzy noszą maski, albo sztuczne nosy, co wskazywałoby na aluzję do jakiejś antwerpskiej kompanii wystawiającej farsy. Na obrazie znajdziemy też nawiązania do ludowych przysłów i powiedzeń. W centralnej części obrazu widać postacie dwóch grających w kości. Ten, który wygrał, zagarnia zdobycz, ale za jego pasem tkwi durszlak, co wskazuje na to, że wkrótce właściciel roztrwoni zdobyte dobra. Przy karczmie, która jest punktem odniesienia dla zwolenników Karnawału, kłębi się mnóstwo postaci, w tym kalek.
Po stronie Postu, tuż za ascetą, odnajdujemy postacie z klekotkami używanymi w kościołach katolickich w Wielki Piątek. Nieco powyżej widzimy beznogiego kalekę, a nad nim kobietę, która krzykiem próbuje zwrócić na niego uwagę, jakby chciała mu pomóc w otrzymaniu datków. W koszyku na jej plecach widać jednak małpkę, a więc symbol oszustwa. Z kościoła wychodzi tłum pokutników, prawdopodobnie po odbytej spowiedzi, bo głównymi drzwiami wchodzi tam inny tłum. Można przypuszczać, że są to penitenci, gdyż w głębi kościoła widać spowiadającego duchownego.

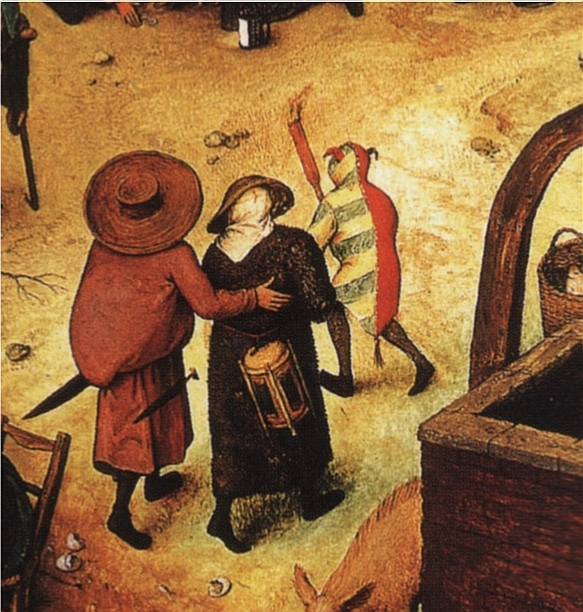
Błazen prowadzący przechodniów

W centrum obrazu błazen z pochodnią (chociaż jest dzień) prowadzi parę poważnych przechodniów, którzy mogą symbolizować widzów. Przewodnik objaśnia im wszystko i pokazuje, to, co jest warte obejrzenia.
Obraz pełen jest aluzji, symboli i szczegółów obyczajowych, oraz, jak to zazwyczaj u Bruegla, znajdujemy tu mnóstwo twarzy przeciętnych postaci z ludu. Scenki przypominają sytuacje życiowe, ale ich nagromadzenie i karykaturalne przedstawienie zwracają uwagę na zasadniczą myśl, jaką autor zawarł w swoim dziele – zderzenie dwóch wizji świata i człowieka: nieokiełznaną radość życia, która nie pozwala myśleć o jego sensie i celu z jednej strony oraz ascetyzm o korzeniach średniowiecznych, ukazujący zbawienie jako cel życia, a potępiający radość ziemską. Zarówno pierwsza, jak i druga wizja posiadają wady. Karnawał wydaje się bezmyślną wegetacją, nastawioną jedynie na przyjemność, a Post ze swoją pogardą dla radości podszyty jest niekiedy hipokryzją i powierzchownością.
Obraz, przedstawiając spór światopoglądowy i społeczny, nawiązuje też do sprzeczności, jakie istnieją w samym człowieku odnośnie do jego dążeń, z których jedne są przyziemne, a inne wysublimowane i wzniosłe.

## Nawiązania literackie
Obraz Bruegla stał się inspiracją dla Jacka Kaczmarskiego, którego piosenka Wojna postu z karnawałem, będąc komentarzem do polskiej sytuacji społeczno-politycznej, jest też literackim opisem obrazu. Wspomniana piosenka dała też tytuł płycie nagranej w 1993 przez Jacka Kaczmarskiego, Przemysława Gintrowskiego i Zbigniewa Łapińskiego.

## Kopia obrazu w zbiorach polskich
Po śmierci Pietera Bruegla (starszego) jego syn znany jako Pieter Brueghel (młodszy), ze względu na popyt na obrazy ojca stworzył w Antwerpii firmę tworzącą kopie jego dzieł. Jeden z obrazów przedstawiający Walkę karnawału z postem o wymiarach 116x162 cm (a więc mniejszy niż egzemplarz wiedeński) był własnością hrabiego Stanisława Ursyn Rusieckiego, który pod koniec lat 30. XX wieku przekazał go do Muzeum Narodowego w Krakowie, skąd został skradziony w czasie II wojny światowej.